# Plateau Tamu
Massif Tamu
Pour les articles homonymes, voir Tamu.
Le plateau Tamu (ou massif Tamu, ou simplement Tamu) est un volcan bouclier sous-marin inactif situé dans le nord-ouest de l'océan Pacifique. Il a été annoncé en 2013 que ce massif déjà connu était en fait un seul et même volcan, ce qui en fait le plus grand volcan de la Terre et l'un des plus grands du Système solaire.
Le Tamu se trouve dans la plaine abyssale du plateau Chatsky à environ 1 600 km à l'est du Japon. Son sommet culmine à environ 2 000 m sous la surface de l'océan et sa base repose à environ 6 400 m de profondeur. Il s'étend sur 450 × 650 km, soit plus de 260 000 km2, supérieure à celle du Mauna Loa et inférieure de 20 % seulement à celle de l'Olympus Mons, volcan géant de la planète Mars.

## Étymologie
Le nom Tamu fait référence au sigle et acronyme TAMU de l'université A&M du Texas (Texas A&M University, A&M pour Agricultural and Mechanical), où travaillait l'un des découvreurs de ce volcan sous-marin, William Sager (en). D'abord nommé « massif Tamu », le volcan a été renommé officiellement « plateau Tamu » après qu'il a été reconnu qu'il constituait ou recouvrait l'ensemble du plateau Chatsky.

## Géologie
Le plateau Tamu s'est formé à la fin du Jurassique supérieur ou au début du Crétacé inférieur, il y a environ 145 millions d'années (Ma), et sur une période de temps étonnamment courte, (quelques Ma), puis il s'est éteint.